# Brendan Fehr
Brendan Jacob Joel Fehr (New Westminster, 29 ottobre 1977) è un attore canadese.

## Biografia
Brendan Fehr è nato a New Westminster, nella Columbia Britannica, ma è cresciuto a Winnipeg. Con le sue sorelle maggiori, Angela e Shana, sono cresciuti con la madre, manager di un istituto collettivo. A 12 anni muove i primi passi nel mondo della moda. Nel 1997 alcuni produttori lo notano sulla passerella e gli propongono un contratto. Quindi, prima di iniziare l'università a Manitoba, decide di mettere da parte la carriera di insegnante e di dedicarsi completamente alla recitazione, sotto consiglio della madre.
Nel 1999 ottiene il ruolo dell'alieno Michael Guerin nella serie televisiva Roswell, ruolo che interpreta fino al 2002. I protagonisti, come normali terrestri, attraversano i momenti critici dell'età adolescenziale, hanno timore di prendere difficili decisioni e vivono le loro prime esperienze.
L'improvvisa fama spalanca a Fehr anche le porte della pubblicità e diventa così il testimonial di marche famose come la Levi's.
Dal 2005 al 2008 ha interpretato il tecnico di laboratorio Dan Cooper nella serie televisiva CSI: Miami. 
Nel 2008 ottiene il ruolo da co-protagonista nella miniserie TV in 6 puntate Samurai Girl con Jamie Chung e la sexy Stacy Keibler.
Dal 2008 al 2010 prende parte alla serie televisiva Bones (serie televisiva), dove interpreta Jared Booth, il fratello minore di Seeley Booth (David Boreanaz)

## Vita privata
Durante le riprese di Roswell ha avuto una relazione con la sua co-star Majandra Delfino. Dal 2006 è sposato con il soprano Jennifer Rowley, da cui ha avuto tre figlie; James Olivia Fehr, Ellison Jane Fehr e Ondine Carda Kitty-Fehr. L'attore vive a Los Angeles.

## Filmografia parziale

### Cinema
- Playboy in prova (Can't Buy Me Love), regia di Steve Rash (1987)
- Generazione perfetta (Disturbing Behavior), regia di David Nutler (1998)
- La casa di Cristina (Christina's House), regia di Gavin Wilding (1999)
- Final Destination, regia di James Wong (2000)
- Desert Vampires (The Forsaken), regia di J.S. Cardone (2001)
- Biker Boyz, regia di Reggie Rock Bythewood (2003)
- Nemesis Game, regia di Jesse Warn (2003)
- Sugar, regia di John Palmer (2004)
- Un lungo weekend (The Long Weekend), regia di Pat Holden (2005)
- Rivincita per 2 (Comeback Season), regia di Bruce McCulloch (2006)
- Il quinto paziente (The Fifth Patient), regia di Amir Mann (2007)
- Oltre i binari (The Other Side Of The Tracks), regia di Alejandro Daniel Calvo (2008)
- Fort McCoy, regia di Kate Connor e Michael Worth (2011)
- X-Men - L'inizio (X-Men: First Class), regia di Matthew Vaughn (2011)
- Silent Night, regia di Steven C. Miller (2012)
- Stranded, regia di Roger Christian (2013)
- 13 Eerie, regia di Lowell Dean (2013)
- Guardiani della Galassia (Guardians of the Galaxy), regia di James Gunn (2014)
- La figlia del lupo (Doughter of the wolf), regia di David Hackl (2019)
- Wander - Inganno mortale (Wander), regia di April Mullen (2020)

### Televisione
- Quel misterioso amico di mia madre (Perfect Little Angels) – film TV, regia di Timothy Bond (1998)
- Trappola in rete (Every Mother's Worst Fear) – film TV, regia di Bill L. Norton (1998)
- La nuova famiglia Addams (The New Addams Family) – serie TV, 1 episodio (1999)
- Millennium – serie TV, 2 episodi (1998-1999)
- Roswell – serie TV, 61 episodi (1999-2002)
- CSI: Miami – serie TV, 35 episodi (2005-2008)
- Samurai Girl – miniserie TV, 6 episodi (2008)
- Bones – serie TV, 5 episodi (2008-2010)
- Vincere insieme (The Cutting Edge: Fire & Ice) – film TV, regia di Stephen Herek (2010)
- Un Natale di ghiaccio (Ice Quake) – film TV, regia di Paul Ziller (2010)
- CSI: New York – serie TV, 1 episodio (2010)
- A Christmas Kiss - Un Natale al bacio (A Christmas Kiss), regia di John Stimpson – film TV (2011)
- Il figlio dell'inganno (And Baby Will Fall) – film TV, regia di Bradley Walsh (2011)
- Nikita – serie TV, 2 episodi (2011-2012)
- Il passato non muore mai (Adopting Terror) – film TV, regia di Micho Rutare (2012)
- Longmire – serie TV, 1 episodio (2013)
- The Night Shift – serie TV, 45 episodi (2014-2017)
- Better Call Saul - serie TV, 2 episodi (2016-2017)
- Wynonna Earp - serie TV, 4 episodi (2016-2021)

## Doppiatori italiani
Nelle versioni in italiano delle opere in cui ha recitato, Brendan Fehr è stato doppiato da:
- Patrizio Prata in Oltre i binari, Trappola in rete
- Francesco Pezzulli in A Christmas Kiss - Un Natale al bacio, Roswell
- Gabriele Sabatini in Samurai Girl
- Gabriele Lopez in CSI: Miami
- Giorgio Borghetti in CSI: NY
- Fabrizio Vidale in The Night Shift
- Andrea Mete in Better Call Saul (ep. 2x08)
- Jacopo Venturiero in Better Call Saul (ep. 3x01)
- Stefano Valli in Wander - Inganno mortale
- Mirko Mazzanti in The Best Man